# Hans III. Göler von Ravensburg

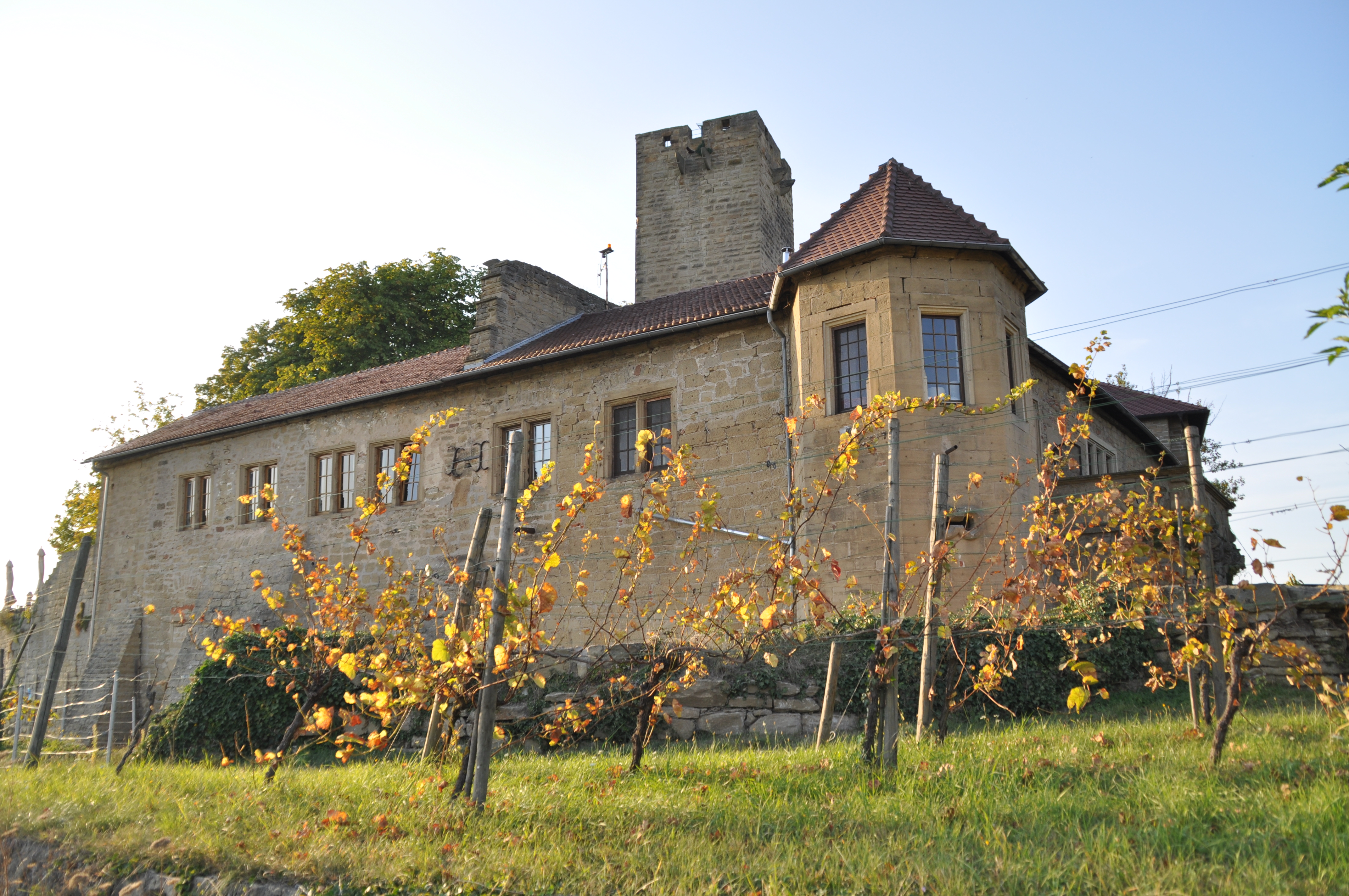
Die Ravensburg in Sulzfeld, Baden, 2011

Hans III. Göler von Ravensburg (* 8. November 1526; † 19. November 1601) stammt aus der Familie Göler von Ravensburg, einem alten Kraichgauer Adelsgeschlecht, das der Schwäbischen Reichsritterschaft angehörte und dessen Stammsitz, die Ravensburg, bei Sulzfeld in Baden-Württemberg liegt.

## Familie
Hans III. war das neunte von 14 Kindern des Albrecht VI. Göler von Ravensburg und der Dorothea von Liebenstein. Er war seit 1553 mit Anna-Maria von Gemmingen-Gemmingen († 1576) verheiratet. Unter den sechs Kindern des Ehepaars waren die Söhne Wolfgang (starb kinderlos) und Hans Friedrich, der das Geschlecht fortsetzte.

## Leben
Er war württembergischer Vasall, Verfasser der ersten Göler-Familienchronik über den Zeitraum von 1298 bis 1600 und Erbauer des Ritterhauses auf der Ravensburg, das man später als Bernhard'sches Schloss bezeichnet hat und von dem heute noch der Rabenkeller vorhanden ist.
Das Epitaph für Hans III. Göler von Ravensburg und seine Ehefrau befindet sich in der evangelischen Kirche in Sulzfeld in einer Nische der Ostwand neben der Tür zur Sakristei: Es zeigt eine Reliefdarstellung des Gekreuzigten mit der lebensgroßen, knienden Stifterfamilie, darüber im Aufsatz eine Auferstehungsszene. 